# Retirolândia
Retirolândia là một đô thị thuộc bang Bahia, Brasil. Đô thị này có diện tích 203,786 km², dân số năm 2007 là 10593 người, mật độ 52 người/km².